# ميخائيل كوهن
ميخائيل كوهن هو ممثل كندي، اشتهر بدور شواز من مسلسل هنري البطل، ولد في 22 نوفمبر 1975 في كندا.

## أعمال

### أفلام
- (2014) ويبلاش

## وصلات خارجية
- ميخائيل كوهن على موقع IMDb (الإنجليزية)
- ميخائيل كوهن على موقع قاعدة بيانات الفيلم (الإنجليزية)